# Шлеймович, Эмиль
Эмиль Шлеймович (азерб. Emil Şleymoviç, ивр. אמיל שלימוביץ‎; род. 1971, Баку) — азербайджанский и израильский журналист, главный редактор израильского русскоязычного издания «Детали» (2017—н. в.).

## Биография
Родился в 1971 году в Баку, Азербайджанская ССР. Закончил школу № 1 и Политехнический институт.
Печатался с 16 лет. Публиковал переводы в газете «Литературный Азербайджан» и стихи в газете «Молодёжь Азербайджана».
Работал в жёлтом таблоиде «Коктейль». С 1991 года являлся главным редактором информационного агентства «Хабар-Сервис».
В 1994—2001 годах работал в азербайджанских газетах «Экономика и банки» и «Ежедневные Новости». В 2000—2001 годах занимался приёмом и сопровождением зарубежных журналистов для Администрации президента Азербайджана.
В 2001 году репатриировался в Израиль. Работал редактором в русскоязычной редакции радио «Голос Израиля», директором финансового интернет-журнала «НЭП», на радио РЭКА.
В 2004—2006 годах вёл радиопрограмму «Час в Израиле» на радиостанции «Народная Волна — Чикаго». В 2005—2011 годах работал редактором в израильской службе RTVI, создавал для неё телепрограмму «Точки над И».
В 2012 году преподавал в Ариэльском университете на Западном берегу реки Иордан, вёл курс «Психология восприятия сообщений в СМИ».
На парламентских выборах 2015 года работал в избирательном штабе партии «Ликуд».
В 2017 году Шлеймович стал главным редактором только что созданного издания «Детали». Спонсором издания выступил израильский бизнесмен российского происхождения Леонид Невзлин, совладелец газеты «Гаарец» и собственник журнала «Либерал».
Также публикует статьи в газете «Гаарец», ведёт блог на сайте онлайн-газеты The Times of Israel и YouTube-канал «Шлеймович: давайте разберемся».

## Награды
- Премия Международной рекламной ассоциации (1996) за большой вклад в развитие прессы[3].